# 矢作康介
矢作 康介（やはぎ こうすけ）は、漫画雑誌編集者。集英社の『ジャンプスクエア』の3代目編集長。

## 来歴
大学卒業後、集英社へ入社。少年誌『週刊少年ジャンプ』編集部に配属。1996年に岸本斉史が「カラクリ」でホップ☆ステップ賞佳作を受賞して担当につく。1999年、岸本が「NARUTO -ナルト-」を連載スタートさせると、世界各国で発売されるほどのヒットとなる。その後、副編集長に昇進。
2012年に『ジャンプスクエア』の編集長に就任。

## 担当作品と期間
年月日は『週刊少年ジャンプ』公式発売日を基準。
- 冨樫義博
  - HUNTER×HUNTER：初代担当。1998年（第1話）  -  試験編終盤まで[2]

- 岸本斉史
  - NARUTO -ナルト-：初代担当。1999年（第1話）  -  2008年6月[3]

## 本人がモデルとなったキャラクター
『週刊少年ジャンプ』では、編集者がモデルとなったキャラクターが登場することがある。矢作もその例に漏れず、いくつかの漫画家からモデルとされて漫画に登場している。
『幕張』において、吉六会ナンバー2の矢禿康介のモデルとなる。また、『バクマン。』においては、『週刊少年ジャンプ』編集部の副編集長として名前が紹介されたことがある。